# Iñaki Tejada
Ignacio Tejada Fernández (Bilbao, Vizcaya, 19 de noviembre de 1965), conocido como Iñaki Tejada, es un exfutbolista y entrenador español que ejerce como responsable del área de Formación y Desarrollo del Real Sporting de Gijón.

## Trayectoria

### Como futbolista
Jugó en la Sociedad Deportiva Iturrigorri antes de incorporarse al fútbol base del Athletic Club en Lezama cuando contaba con trece años de edad. Allí pasó por todos los equipos inferiores del club hasta juveniles, categoría en la que se proclamó campeón de la Copa del Rey en la temporada 1983-84. Permaneció dos campañas en Segunda División con el Bilbao Athletic, entrenado por José Ángel Iribar en la temporada 1985-86 y por Txetxu Rojo en la 1986-87, antes de pasar al Sestao Sport Club de Javier Irureta. Sin embargo, no llegó a debutar y se fue cedido a la S. D. Lemona, donde se lesionó gravemente la rodilla. Posteriormente, militó en el Club Atlético de Marbella, el C. E. L'Hospitalet, el C. F. Gandía y el C. D. Lugo, antes de dar por concluida su etapa como futbolista a los veintisiete años.

### Como entrenador
Número uno de su promoción en la Escuela de Entrenadores de Asturias, el Real Sporting de Gijón lo contrató para trabajar en el campus de verano de la Escuela de fútbol de Mareo en el año 1996 y se quedó definitivamente. En Mareo entrenó al equipo juvenil del Sporting, fue coordinador del fútbol base junto con Emilio de Dios y también segundo entrenador del Real Sporting de Gijón "B" que dirigía Marcelino García Toral. Entre la temporada 2003-04 y mediados de la 2011-12 realizó la misma función en el primer equipo del Sporting con el propio Marcelino, con Ciriaco Cano en la campaña 2005-06 y, finalmente, con Manolo Preciado.
El 31 de enero de 2012, tras la destitución de este último, tomó su relevo como técnico del Sporting. Dirigió al conjunto rojiblanco durante dos encuentros en los que cosechó un empate ante el C. A. Osasuna y una derrota ante el Valencia C. F. Dos semanas después de su nombramiento, el 13 de febrero, fue sustituido en el banquillo por Javier Clemente, aunque continuó formando parte del cuerpo técnico del primer equipo. Para la temporada 2012-13 fue designado como segundo entrenador del Sporting "B" acompañando a Abelardo Fernández. En la misma temporada tomó de nuevo el cargo de segundo entrenador del primer equipo tras la sustitución de José Ramón Sandoval por Abelardo como técnico el 4 de mayo de 2014.

## Clubes

### Como jugador
| Club                      | País   | Año       |
| ------------------------- | ------ | --------- |
| Bilbao Athletic           | España | 1985-1987 |
| S. D. Lemona              | España | 1987-1988 |
| Club Atlético de Marbella | España | 1988-1989 |
| C. E. L'Hospitalet        | España | 1989-1990 |
| C. F. Gandía              | España | 1990-1991 |
| C. D. Lugo                | España | 1991-1992 |

### Como entrenador
| Club                   | País   | Año  |
| ---------------------- | ------ | ---- |
| Real Sporting de Gijón | España | 2012 |